# سيتا
سِيتا (بالسنسكريتية:/ Sita of Nepal /  नेपालकी सीता)  هي إلهة في الهندوسية، وهي زوجة راما، الأفاتارا (التجلي) السابع لفشنو في التقاليد الهندوسية. وهي تعدّ المرأة المثال للنساء في الديانة الهندوسية. سيتا تعدّ على أنها أفتار للإلهة لاكشمي أحد أشكال الإلهة شاكتي. وهي أحد البانشاكانيا (العذارى الخمسة) في ملحمتي مهابهاراتا ورامايانا بالإضافة إلى أهاليا، ودروبادي، وتارا، وماندوداري.